# Tomasz Dziubiński
Tomasz Mariusz Dziubiński, né le 8 juillet 1968 à Radom, est un joueur de football international polonais, qui évoluait comme attaquant de pointe. Il a été meilleur buteur du championnat de Pologne, et sélectionné deux fois en équipe nationale polonaise. Il a mis un terme à sa carrière professionnelle en 1999, à seulement 31 ans.

## Carrière
Tomasz Dziubiński commence sa carrière dans le club de sa ville natale, le Broń Radom. En 1988, il est transféré au Wisła Cracovie, un des trois grands clubs historiques du football polonais. Après une première saison d'adaptation, il s'impose à la pointe de l'attaque, et devient meilleur buteur du championnat polonais en 1991, en marquant 21 buts. Cette bonne saison attire sur lui les regards de clubs étrangers, et il signe au FC Bruges, un des trois grands clubs belges, en 1991. Il obtient sa première sélection avec l'équipe nationale polonaise cette même année. Il remporte le titre de champion de Belgique dès sa première saison. Le Club Brugeois se qualifie pour la phase de poules de la première Ligue des Champions la saison suivante. En inscrivant un but face aux Rangers, Dziubiński devient le premier buteur polonais dans la phase finale de la nouvelle formule de la compétition.
Les saisons suivantes sont moins bonnes pour le joueur. Il perd sa place dans l'équipe-type du FC Bruges, et tente de se relancer en 1994 en signant au RWDM. Peu convaincant, son nouveau club le laisse partir en fin de saison pour Le Mans, en France. Il joue peu dans le club français, et après une saison, il revient en Belgique, à Geel, alors en Division 2. Guère plus souvent utilisé, il rentre en Pologne en 1997, où il rejoint le Mazowsze Grójec. Il joue deux saisons dans son nouveau club puis décide de mettre un terme à sa carrière en 1999.

## Palmarès
- 1 fois champion de Belgique en 1992 avec le FC Bruges.
- 2 fois vainqueur de la Supercoupe de Belgique en 1991 et 1992 avec le FC Bruges.
- Meilleur buteur du championnat polonais en 1991 avec le Wisła Cracovie.

## Matches internationaux
| Date           | Adversaire      | Lieu    | Score | Contexte     | Remarque |
| -------------- | --------------- | ------- | ----- | ------------ | -------- |
| 5 février 1991 | Irlande du Nord | Belfast | 1-3   | Match amical | 46e      |
| 13 avril 1993  | Finlande        | Radom   | 2-1   | Match amical |          |